# Çaltı
Çaltı ist ein Dorf im Landkreis Çardak der türkischen Provinz Denizli. Çaltı liegt etwa 70 km östlich der Provinzhauptstadt Denizli und 12 km südöstlich von Çardak. Çaltı hatte laut der letzten Volkszählung 528 Einwohner (Stand Ende Dezember 2010).